# 道民体操
道民体操（どうみんたいそう）は、北海道が道民の健康増進のため制定した県民体操。通称「どさんこ体操」。

## 概要
1977年度に開催された北海道庁「北海道健康づくり懇話会」にて運動量の少ない主婦や高齢者層を主対象に健康増進を図る道民向けの体操製作が提唱され、1978年6月末に道生活環境部道民生活課が、当時北海道札幌手稲高等学校教諭・日本体操協会北海道ブロックの代表を務めていた遠藤忠と日本体操協会公認指導員の遠藤信子の夫妻に製作を委託し作曲は北海道大学交響楽団指揮者の川越守が担当。2か月間の製作期間を経て8月に完成、9月27日の堂垣内尚弘知事への完成披露を経て、10月7日の「北海道110年記念道民スポーツ全道大会」にて初公開され当初は指導者養成を行った上で1979年度からの普及を予定していたが各所からの利用希望が殺到したことから1978年度中に補正予算でレコードとカセットテープを計4千個製作し前倒しで普及活動を開始、1982年までに約1,900人の指導リーダーが育成された。
北海道110年を記念して幼児から高齢者まで全道民を対象にした運動とし、制定から約6年間ほどは教育現場での準備運動や体育祭など全道各地で盛んに展開され、札幌近郊などの演技協力団体による指導映像がHBCテレビや、NHKにて放映されたが、その後は広く普及せず2016年時点では一部地域や婦人ダンス団体で継続されているのみとなっている。
制作した遠藤夫妻は普及活動の課題について「12種目と覚える手数が多かった」「指導員への正確な指導の難しさ・地方講習では時間的制約を受けた」「地域・学校・団体で効果や意義の理解によって熱の入り方が異なり取り組みの差が現れた」と語っている。

## 構成
体操は3分弱の中に全12種目の運動で構成されており、準備的運動・主動的運動・整理的運動をそれぞれ北海道の過去・現在・未来の流れで物語を持たせ、音楽は北海道らしい気分漂う中運動が一層楽しく力強く正確に行えるよう配慮した形とした。
準備的運動（過去）
軽い全身運動から上下肢の簡易な運動を配した。
- 駆け足 - 疾走する道産子の走り。両手を腰の高さに上げて軽やかに駆け足をする[3]。
- 背のび - 青空の下のイメージで、大気を胸いっぱいに吸い込む深呼吸[3]。
- 腕の回旋と首 - 手を横に伸ばすクラーク像のポーズ[3]。
- ひざの屈伸と体の前屈 - 先人の歩んだ姿と効果測定。大地に杭を打ち込むよう両手を足元に下ろす[3]。
- 胸後反 - 築き上げた喜びを胸一杯に表現。胸を反らして万歳のように両手を上げる[3]。

主動的運動（現在）
身体の局部的特徴を踏まえて部位的な発達効果を狙いながら特に柔軟的な育成を基礎に相当の運動量を盛り込んだ。
- 体の側屈 - 春のスズラン、花が風に揺れるように手を上げて体を横に反らす[3]。
- 腕屈伸と後屈 - 夏の水泳、クロールのように右手左手を交互に回す[3]。
- 背腹と体の回旋 - 秋の網おこし、広げた両足を踏ん張り手で網を上げる動作[3]。
- ツイストジャンプ - 冬のスキー、ウェーデルンの動きのように両足を揃えてストックを持つように両手を広げ腰を動かす[3]。

整理的運動（未来）
欠けがちなリズム感と全身の調整力を育成し、高まった全身の血行を調節し呼吸循環の生理的機能を正常回復する。
- 拍子打ち - 北海太鼓の動き、両足を広げ太鼓を叩く動きのあと「ヤー」と掛け声を上げる[3]。
- 腕屈伸と足踏み - 伸びゆく力強い道民の未来への足音。まっすぐ上に両手を上げ元気に足踏みをする[3]。
- 深呼吸 - 北海道のすばらしさを満喫するよう、大気をもう一度胸いっぱいに吸い込む[3]。